# Hembergstjärnen
Hembergstjärnen är en sjö i Hudiksvalls kommun i Hälsingland och ingår i Harmångersån-Delångersåns kustområde. Sjöns area är 0,016 kvadratkilometer och den är belägen 83 meter över havet.